# Pflaumbach (Kocher)
Der Pflaumbach ist ein weniger als vier Kilometer langer rechter Zufluss des oberen Kochers im Stadtgebiet von Aalen im baden-württembergischen Ostalbkreis, der nach nordwestlichem bis südwestlichem Lauf in Aalen selbst mündet.

## Geographie

### Verlauf
Der Pflaumbach entspringt in einem engen Tal, durch das die L 1080 vom Stadtteil Waldhausen auf der Höhe des Nordwestlichen Härtsfeldes, des östlichsten Teils der Schwäbischen Alb, zum zentralen Aalen hinabführt. Das Kerbtal zählt naturräumlich eben noch zu diesem Teilraum und gehört auch zum Landschaftsschutzgebiet „Albtrauf zwischen Unterkochen und Baiershofen“. Die Quelle besteht aus mehreren sumpfigen Bereichen, von denen ein Teil das Biotop „Frische Rinne“ bildet. Der Lauf ist dort einen halben bis einen Meter breit und typologisch ein naturnaher Mittelgebirgs-Bach. Um den beginnenden Bachlauf liegt ein Auwald mit Schwarzerlen, Eschen und Pappeln.
Nach dem Ende des Waldes fließt der Pflaumbach an Nasswiesen vorbei, ehe er den Ort Himmlingen passiert, wo er teilweise verdolt ist. Dort tritt er in den Unterraum Goldshöfer Terrassenplatten des angrenzenden Härtsfeld-Vorlandes über. Nach dem Ort begleiten wieder einige Nasswiesen, Großseggenriede, Hochstaudenflure und einige kleine Sümpfe das Gewässer. Der Pflaumbach unterquert in diesem Bereich auch in einem Durchlass den Damm der ehemaligen Härtsfeldbahn.
Im weiteren Verlauf fließt der Bach, teilweise verdolt, durch das bebaute Stadtgebiet von Aalen, bevor er in der heute von Gewerbegebieten erfüllten Flussaue nach einem 3,6 km langen Lauf mit mittlerem Sohlgefälle von etwa 39 ‰ rund 142 Höhenmeter unterhalb seines Ursprungs von rechts in den oberen Kocher mündet.